# Deudorix grandis
Deudorix grandis är en fjärilsart som beskrevs av Rothschild och Jordan 1905. Deudorix grandis ingår i släktet Deudorix och familjen juvelvingar. Inga underarter finns listade i Catalogue of Life.